# TV Atual
TV Atual é uma emissora de televisão brasileira sediada em Ipatinga, cidade do estado de Minas Gerais. Opera no canal 4 e é afiliada à Record News.

## História
Em 1991 é criada a TV Cultura Vale do Aço afiliada à Rede Minas e TV Cultura Vale do Aço, em 2012 em comemoração aos seus 22 anos a emissora recebeu investimento em equipamentos e melhora e expansão de seu sinal que chegava apenas em Ipatinga, Coronel Fabriciano, Timóteo e Santana do Paraíso chegando agora em Ipaba, Belo Oriente e Cachoeira Escura, afiliação durou até o ano de 2020 (durante seus últimos anos como a afiliada a Rede Minas e TV Cultura, ela passou por grande crise financeira encerrando sua programação local), retornando a programação local quando a emissora ipatinguense afiliou-se a TV Gazeta Goiás. Hoje a emissora é afiliada a Record News.